# Адам Болдвин
Адам Болдвин (енгл. Adam Baldwin; Винетка, Илиној, 27. фебруар 1962), амерички је позоришни, филмски и ТВ глумац.
Најпознатији по улогама у филмовима Бојеви метак као редов „Мајка Животиња”, Мој телохранитељ као Рики Линдерман, онда Предатор 2, Вајат Ерп, Дан независности, Свемирски брод Спокој, као и у телевизијским серијама Досије Икс као Ноул Рорер, Angel као Маркус Хамилтон, Свемирски брод Свитац као Џејн Коб и Чак као Џона Кејс.
Није у сродству са браћом Болдвин.